# Hanis
Hanis, o Coos fou una de les dues llengües coos d'Oregon, i la millor documentada. FOu parlada al nord del miluk al voltant del riu Coos i la badia de Coos. El há·nis fou el nom que es donaren a si mateixos. El darrer parlant de hanis fou Martha Johnson, qui va morir en 1972.

## Fonologia
| m  | n  | n   | n   |     |    |    |   |
| pʰ | tʰ | tsʰ | tɬʰ | tʃʰ | kʰ | qʰ |   |
| p  | t  | ts  | tɬ  | tʃ  | k  | q  | ʔ |
| pʼ | tʼ | tsʼ | tɬʼ | tʃʼ | kʼ | qʼ |   |
|    |    | s   | ɬ   | ʃ   | x  | χ  | h |
| w  |    |     | l   | j   | ɣ  |    |   |

La sèrie /p t ts tɬ tʃ k q/ era opcionalment sorda. /l m n/ podien ser sil·làbiques. Les vocals /i e a u/ podien ser llargues o curtes; també hi ha una /ə/ curta. La tensió és fonèmica.